# Rasmus Bengtsson
Rasmus Bengtsson (ur. 26 czerwca 1986 w Malmö) – szwedzki piłkarz grający na pozycji środkowego obrońcy.

## Kariera klubowa
Karierę piłkarską Bengtsson rozpoczął w klubie Malmö FF. Nie przebił się jednak do podstawowego składu tej drużyny i odszedł do Trelleborgs FF. W 2006 roku zadebiutował w jego barwach w drugiej lidze szwedzkiej i stał się podstawowym zawodnikiem klubu. Na koniec sezonu awansował Z Trelleborgiem do pierwszej ligi, a swoje pierwsze spotkanie w niej rozegrał 27 maja 2007 w meczu z Kalmar FF. W Trelleborgu grał do lata 2009 roku.
W sierpniu 2009 roku Bengtsson podpisał trzyletni kontrakt z niemiecką Herthą Berlin. Suma transferu wyniosła 460 tysięcy euro. W latach 2010–2015 Bengtsson grał w FC Twente. W 2015 wrócił do Malmö FF.
| Sezon   | Klub           | Kraj     | Rozgrywki   | Mecze | Bramki |
| ------- | -------------- | -------- | ----------- | ----- | ------ |
| 2006    | Trelleborgs FF | Szwecja  | Superettan  | 19    | 2      |
| 2007    | Trelleborgs FF | Szwecja  | Allsvenskan | 14    | 3      |
| 2008    | Trelleborgs FF | Szwecja  | Allsvenskan | 28    | 4      |
| 2009    | Trelleborgs FF | Szwecja  | Allsvenskan | 12    | 1      |
| 2009/10 | Hertha BSC     | Niemcy   | Bundesliga  | 6     | 0      |
| 2010/11 | FC Twente      | Holandia | Eredivisie  | 10    | 0      |
| 2011/12 | FC Twente      | Holandia | Eredivisie  | 13    | 0      |
| 2012/13 | FC Twente      | Holandia | Eredivisie  | 21    | 2      |
| 2013/14 | FC Twente      | Holandia | Eredivisie  | 28    | 4      |
| 2014/15 | FC Twente      | Holandia | Eredivisie  | 17    | 1      |
| 2015    | Malmö FF       | Szwecja  | Allsvenskan |       |        |

## Kariera reprezentacyjna
W 2009 roku na Mistrzostwach Europy U-21 Bengtsson tworzył w reprezentacji Szwecji parę środkowych obrońców z Mattiasem Bjärsmyrem i na tym turnieju wystąpił we wszystkich spotkaniach Szwecji. W dorosłej reprezentacji Szwecji zadebiutował 29 stycznia 2009 roku w wygranym 1:0 towarzyskim spotkaniu z Meksykiem.